# Starter (Unternehmen)
Starter ist der Name eines US-amerikanischen Unternehmens und dessen gleichnamiger Kleidermarke. Starter war zwischenzeitlich Teil des Nike-Konzerns und gehört seit 2007 zur „Iconix Brand Group“.

## Geschichte

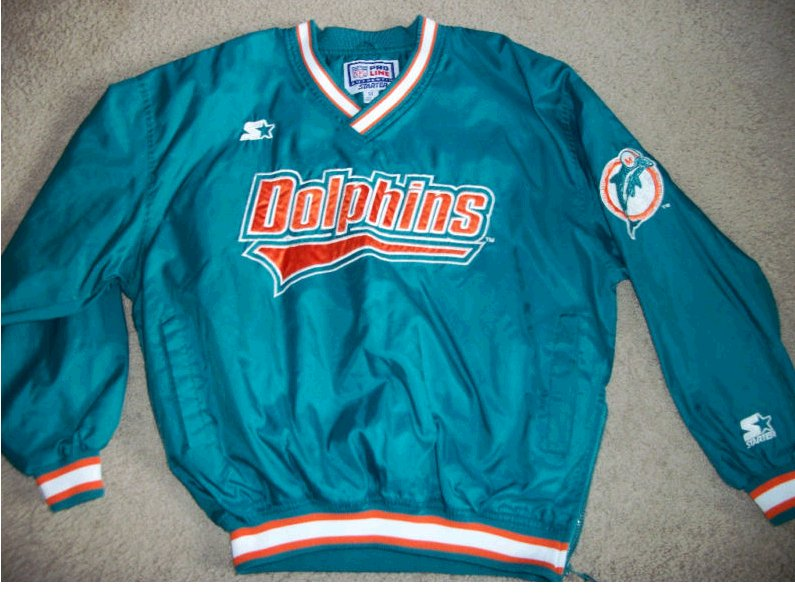
„Breakaway Jacket“ genannte Jacke von Starter mit Logo der Miami Dolphins

Das Unternehmen wurde 1971 von David Beckerman gegründet. Ein privater Kontakt über einen Starter-Mitarbeiter führte dazu, dass 1976 Joe Torre und die von ihm als Manager geführten New York Mets als Referenzkunden gewonnen werden konnten. Das Unternehmen gilt damit als einen der ersten Anbieter, der die Lücke zwischen Spielern und Fans schloss. Später sorgten Sportler wie Emmitt Smith, Dr. J und Larry Bird nach Angaben von ESPN für die Glaubwürdigkeit der Marke, während Musiker wie Will Smith und DJ Jazzy Jeff sie „cool“ machten (englisch „Athletes made Starter credible. But musicians made it cool.“). In den frühen 1990er-Jahren erzielte die Gesellschaft so einmal einen Jahresumsatz von 400 Millionen US-Dollar. Zu diesem Zeitpunkt agierte das Unternehmen bereits als Aktiengesellschaft, die Umwandlung erfolgte im April 1989; der Börsengang 1993.
Als es 1994 zu einem Streik in der MLB kam, meldete Associated Press, dass die Gesellschaft eigenen Angaben zufolge zwischen drei und vier Prozent an Umsatz verlieren werde, was laut Berechnungen von Merrill Lynch bei einem prognostizierten Umsatz von 370 Millionen US-Dollar einem Minus zwischen 11 und 15 Millionen US-Dollar entspreche.
Im Zuge einer M&A-Transaktion übernahm Starter 1996 sämtliche Anteile an dem Siebdruckunternehmen Galt Sand, Co. für einen Gesamtwert von 26 Mio. US-Dollar. Ein Beitrag zu den Erträgen für das laufende Jahr wurde dabei nicht prognostiziert, wohl aber für das folgende Geschäftsjahr 1997.
Allerdings verschlechterten sich die Geschäfte weiter – beispielsweise durch die Lockout-Saison 1998/99 der NBA –, so dass das Unternehmen 1999 Insolvenz anmelden musste. Dies führte jedoch nicht zum endgültigen Ende, weshalb Starter mehrfach übernommen wurde, so 2004 von Nike für 43 Millionen US-Dollar. Ende 2007 trennte sich Nike von der Gesellschaft für 60 Millionen US-Dollar; Käufer war die börsennotierte „Iconix Brand Group“. In den ersten Jahren verkaufte der neue Eigentümer aufgrund von fehlenden Lizenzen lediglich Sportkleidung mit dem eigenen Markenlogo über Walmart als Vertriebskanal; ab 2013 bestanden wieder Lizenzvereinbarungen mit Profi- und College-Teams sowie weitere Absatzkanäle.
Mit Stichtag Mitte September 2020 veräußerte der Eigentümer Starters China-Geschäft für 16 Millionen US-Dollar an einen örtlichen Investor.

## Marken
Über die Hauptmarke „Starter“ hinaus produzierte das Unternehmen auch Modelinien unter weiteren Markennamen. So wurde beispielsweise für Schuhe 1989 die Marke „Eastport by Starter“ ins Leben gerufen, „Flipside“ für Hiphop-Kleidung und „Ballgear“ für T-Shirts, Sweatshirts und Jacken.

## Trivia
Auf ihrem 1986 veröffentlichten Debütalbum 2 Live Is What We Are tragen Musiker der 2 Live Crew Starter-Jacken mit dem Logo der Miami Hurricanes.